# Cerchio
Cerchio község (comune) Olaszország Abruzzo régiójában, L’Aquila megyében.

## Fekvése
A megye központi részén fekszik. Határai: Aielli, Celano, Collarmele és San Benedetto dei Marsi.

## Története
Első írásos említése a 14. századból származik. A következő századokban nemesi birtok volt. Önállóságát a 19. század elején nyerte el, amikor a Nápolyi Királyságban felszámolták a feudalizmust. Az 1915-ös földrengésben korabeli épületeinek nagy része elpusztult. 

## Népessége
A népesség számának alakulása:

## Főbb látnivalói
- Santa Maria delle Grazie-templom
- San Giovanni-templom
- San Bartolomeo-templom